# 斎藤ゆきえ
斎藤 ゆきえ（さいとう ゆきえ、11月9日 - ）は、日本のサイバー系専門のモデル&クリエイター。宮城県出身。
サイボーグYukiとして、サイボーグやサイバーパンクをモチーフとしたコスプレを行う。また、サイバーパンクモチーフの小道具の提供や演出も行う。

## 人物・略歴

### 幼少期～
幼い頃より仮面ライダーや戦隊ヒーローに憧れ、役者を志すようになる。生来の持病である吃音症のため、一旦は芸能の道を諦め、漫画家のアシスタントになる。
吃音の症状が寛解した30代手前の頃より芸能活動を志すが、年齢的な問題と、同時期に悪化した斜視により、再度、道を閉ざされてしまう。

### 2017年～2018年
当時放送されていた左右非対称の仮面ライダー「仮面ライダービルド」と、顔のアザを生かした特殊メイクで活躍する海外の女性をInstagramで偶然見かけたことにヒントを得て、斜視を逆手にとった左右非対称の機械風メイクと衣装でハロウィンパーティーへ参加すると、その画像がFacebookでシェアされ、翌年「Maker Faire Tokyo2018」にて、テックシェア株式会社（本社 東京都江東区）よりPRモデルのオファーを得る。

### 2022年
スーパー戦隊シリーズ第46作「暴太郎戦隊ドンブラザーズ」39話にて、ゲストキャラクターであるドン・キラーに、斎藤のデザインした特殊メイクが使用される。自身が身にまとうサイボーグ風の小物や衣装は、そのほとんどが自作のものである。テレビ、映画出演、イベントの開催や監修など精力的に活動を続けている。

## 出演

### テレビ番組
- 日本テレビ ｢ザ！世界仰天ニュース｣仰天モデルの衝撃生活SP (2021年8月24日放送) [3]
- 日本テレビ ｢1億人の大質問!? 笑ってコラえて！｣ (2022年3月16日放送)

### 雑誌
- 月刊「第三文明」7月号　クローズアップ「取りえがない」という評価を覆した行動量と発想力 (2018年6月1日発売号掲載　第三文明社) [4]
- ｢週刊実話ザ・タブー｣　特集　サイボーグガールズナイト (2022年8月5日発売号掲載　日本ジャーナル出版)

### WEBメディア
- LIFULL STORIES  ｢劣等感は自分の敵、なんてない」（2021年12月27日配信　株式会社LIFULL）
- 完治しない持病は夢を叶えるヒントだった　～｢サイボーグ｣を名乗る女性モデルの人生逆転劇～ (おたくま経済新聞/Yahooニュース 2022年2月4日配信)
- ｢ABEMA TIMES｣～コンプレックスを武器に! 技術と発想の転換で逆境を乗り越えた“サイボーグモデル”～(2022年2月18日放送)
- ｢デラべっぴんR｣ 【SOD LANDサイボーグガールズナイトイベントレポート！】(2022年5月19日配信　株式会社ジーオーティー)

### 映画
- ｢REUNION～その夜の終わりに～｣ 武器商人メルダ 役(2021年　三門プロダクション)
- ｢REUNION 02  GENESIS｣ 武器商人メルダ 役(2023年　三門プロダクション)

### イベント
■撮影会（※印は主催または監修も兼任）
- 女優サイボーグ01（2020年2月24日）※[5]
- 女優サイボーグ02（2020年9月19日 - 20日）※
- 女優サイボーグ03（2021年3月21日）※
- 女優サイボーグ04（2021年10月2日 - 3日）※
- 女優サイボーグ05（2022年4月23日 - 24日）※
- 女優サイボーグ06（2022年11月12日 - 13日）※

■展示会
- 「コンテンツ東京2018」第4回先端デジタルテクノロジー展(2018年4月4日 - 6日　emmmR株式会社ブース／東京ビッグサイト)
- Maker Faire Tokyo(2018年8月4日 - 5日　テックシェア株式会社ブース／東京ビッグサイト)
- CEATEC JAPAN 2018(2018年10月16日 - 19日　ユウアイ電子工業株式会社ブース／幕張メッセ)
- SEMICON Japan 2018(2018年12月12日 - 14日　株式会社人機一体ブース／東京ビッグサイト)

## 作品

### ■写真集
- グラビ@シリーズ「女優改造(じょゆうサイボーグ)」vol'1～4 (2022年　月刊デジタルファクトリー発刊 麻衣阿 プロデュース)

(※斎藤本人が出演するのはvol'4。1～3は衣装監修、パッケージデザインのみ)